# NSB 70
NSB 70은 노르웨이에서 중거리 열차에 사용하는 4량 편성 전동차이다.

## 역사
1980년대 후반-1990년대 초반 동안 노르웨이 철도에서는 장거리보다 중거리에 집중하기로 영업 구조를 변경하였다. 이 과정에서 1시간 고정 배차로 고속 신형 전동차를 사용하여 대도시에만 정차하는 NSB 인터시티 익스프레스가 탄생하였다. 외스트폴 선, 베스트폴 선, 도브레 선에서 운행할 계획이 있었다. 일부 열차는 오슬로로 장거리 통근을 하는 사람을 위하여 오전 일찍 출발하며, 이 때문에 대화와 휴대폰 통화가 금지된 정숙실이 설치되었다.
1986년 10월 1일 입찰이 시작되었으며, 1988년 12월 20일 스트뢰멘 배르크스테드가 9편성 제작사로 낙찰되었다. 첫 시험 운행은 1992년 5월 23일 로아-회네포스 선에서 이루어졌다. 1994년 동계 올림픽을 위하여 1992년 3편성 더 주문하였고, 1996년 4편성이 더 반입되어 총 16편성이 제작되었다.
초기에 기술적인 문제가 조금 있었다. 베스트폴 선에는 6량 편성이 이상적이었으나, 편성이 고정되어 있기 때문에 4량이나 8량으로 투입해야 했다. 2000년부터 2002년까지 과거의 인터시티 익스프레스에서 NSB 아젠다 형태로 개조되었으나, 이후 이 브랜드는 퇴역하였다. 73 전동차 반입 이후 이 전동차는 스키엔-릴레함메르 구간을 주로 운행하며, 외스트폴 선에는 73 전동차가 운행한다.

## 기술 사양
스트뢰멘 배르크스테드에서 제작하였으며, DUEWAB와 ABB에서 부품을 공급하였다. 차체는 알루미늄으로 만들어졌고, NSB 69 및 기타 차량과 중련 운행 가능하다. 원래 편성 정원은 226/243명이었으나, 아젠다로 개조 작업 중 각각 230/235명이 되었다.